# Angelo Maria Bandini
Angelo Maria Bandini (Firenze, 25 settembre 1726 – Fiesole, 10 agosto 1803) è stato un religioso, bibliotecario e collezionista d'arte italiano, oltre che canonico, erudito e bibliofilo.

## Biografia

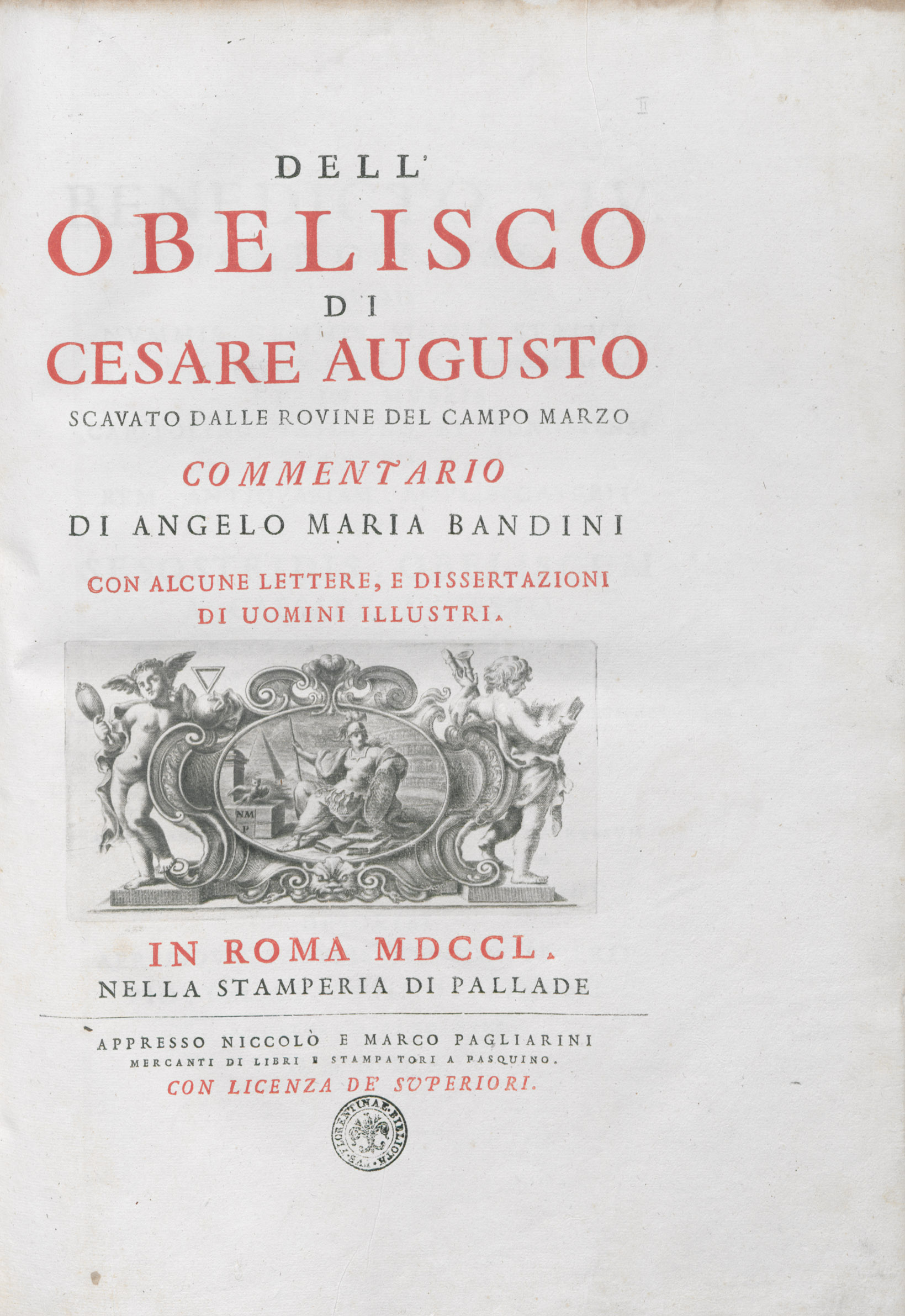
Dell'obelisco di Cesare Augusto, 1750

Nato da genitori fiesolani trasferiti a Firenze per questioni di lavoro, rimase orfano a soli dieci anni e fu sostenuto dal fratello Giuseppe, studente all'Università di Pisa. Con alcuni precocissimi lavori però fu notato da alcuni personaggi dell'entourage culturale fiorentino, che lo appoggiarono, come Anton Francesco Gori, che raccomandandolo alla ricca Livia Pieri, moglie di un giureconsulto, gli permise di istruirsi alla Scuola Pubblica dei Gesuiti di Firenze, e come Giovanni Lami, che rimase un punto di riferimento per il Bandini fino alla sua morte.
Debuttò a diciott'anni scrivendo un epitalamio per le nozze di Milord Carteret pubblicato sulla Repubblica delle Lettere, ma deluso dalla retribuzione decise di dedicarsi alla scrittura lirica ed alla ricerca erudita.
Grazie al Lami fu incaricato di fare da segretario al potente vescovo di Volterra Giuseppe du Mesnil, con il quale andò anche a Vienna, ma se ne distaccò presto, per via delle sue posizioni troppo filogianseniste. Collaborando alla rivista del Lami, Le Novelle Letterarie, della quale fu in seguito anche direttore, ottenne una certa notorietà nei circoli eruditi e si recò a Roma, dove scrisse la sua prima opera di larga notorietà, sull'Obelisco del Campo Marzio, pubblicata a spese di Papa Benedetto XIV (1751). A Roma egli palesò la sua vocazione spirituale e decise di prendere i voti. Tornato a Firenze ottenne l'incarico di direttore sia della Biblioteca Marucelliana, da poco aperta, sia della Biblioteca Medicea Laurenziana.
Il suo nome è oggi legato soprattutto alla sua attività di bibliotecario, che portò queste istituzioni a vertici culturali di ampio respiro, e per le quali compilò un monumentale catalogo. Veniva spesso contattato da intellettuali italiani ed europei, diventando uno dei protagonisti della vita culturale di Firenze nell'epoca lorenese. Con Johann Joachim Winckelmann ebbe una corrispondenza burrascosa poiché i due intellettuali erano discordi su molti punti.
Si oppose decisamente alle riforme del Granduca Pietro Leopoldo, soprattutto riguardo alle misure che soppressero conventi e confraternite laiche. Fu canonico di San Lorenzo, pubblicò numerosi libri e curò le edizioni di altrettanti, prediligendo gli studi sulla chiesa greca e il Rinascimento.
La straordinaria collezione da lui raccolta di opere d'arte di fiorentini primitivi si trova oggi al Museo Bandini a Fiesole. Nel 1776 pubblicò una serie di lettere che sono di fatto la prima guida turistica di Fiesole.

## Opere
- Vita e lettere di Amerigo Vespucci gentiluomo fiorentino raccolte e illustrate dall'abate Angelo Maria Bandini, Firenze, 1745.
- (LA, IT) De obelisco Caesaris Augusti e campi Martii ruderibus nuper eruto commentarius. Dell'obelisco di Cesare Augusto scavato dalle rovine del Campo Marzo commentario con alcune lettere e dissertazioni di uomini illustri, In Roma, nella Stamperia di Pallade appresso Niccolò e Marco Pagliarini, 1750.
- Vita di F. Strozzi, Firenze, 1755.
- Lettera del canonico Angelo M. Bandini, regio bibliotecario di S.A.R. il serenissimo arciduca, gran-duca di Toscana, nell'insigne Biblioteca laurenziana, sopra i collettori dei codici orientali esistenti nella medesima, diretta al signore Giuseppe Bencivenni già Pelli, nobil patrizio fiorentino, Firenze, 1772.